# Pheidole zannia
Pheidole zannia (лат.) — вид муравьёв рода Pheidole из подсемейства Myrmicinae (Formicidae). Центральная Америка: Гватемала, Гондурас. Видовое название дано по признаку контрастирующей «театральной» окраски, от итальянского zanni или дзанни, которые играли роль персонажей-слуг (масок, арлекин) в итальянском театре шестнадцатого века комедии дель арте). Горные облачные тропические леса на высоте от 1370 до 1740 м. Матка: ширина головы 0,78 мм, длина головы равна 0,81 мм, длина скапуса — 0,45 мм. Крупные рабочие (солдаты): ширина головы 0,83 мм, длина головы равна 1,00 мм, длина скапуса — 0,43 мм. Мелкие рабочие: ширина головы 0,43 мм, длина головы равна 0,42 мм, длина скапуса — 0,42 мм. Окраска двуцветная: чёрные голова и брюшко, оранжевая грудь. Голова гладкая и блестящая. Всё тело покрыто отстоящими волосками. Стебелёк между грудкой и брюшком состоит из двух члеников: петиолюса и постпетиолюса (последний четко отделен от брюшка). Близок к Pheidole mera из группы видов Pheidole flavens и морфологически сходен с Pheidole arboricola, Pheidole crinita, Pheidole gnomus, Pheidole humeralis. Вид был описан в 2019 году американским мирмекологом Джоном Лонгино (англ. John T. Longino; The Evergreen State College, Олимпия, штат Вашингтон).